# Society of Music Merchants
Die Society of Music Merchants (SOMM) ist der größte deutsche Industrieverband der Hersteller und Händler von Musikinstrumenten und Musikequipment. Derzeit hat die Organisation 53 Mitglieder, die zusammen rund zwei Drittel des Umsatzes der gesamten Branche ausmachen.

## Struktur
SOMM wurde im Februar 2005 aus dem bestehenden Verband der Vertriebe und Musikinstrumente in Deutschland (VVMD) heraus gegründet und ist Mitglied im Deutschen Musikrat. Die Aktivitäten der Organisation werden geleitet von sieben Vorstandsmitgliedern, die von den Mitgliedsunternehmen gewählt werden. Geschäftsführer von SOMM ist Daniel Sebastian Knöll. Erster Vorsitzender ist Jochen Stock, Inhaber von Just Music (Berlin/Hamburg/München).

## Ziele
SOMM ist von den positiven Eigenschaften des aktiven Musizierens überzeugt – wer ein Instrument spielt, fördert seine Kreativität, Teamfähigkeit, Intelligenz und sein Selbstbewusstsein. Ziel des Verbandes ist es, das aktive Musizieren als festen Bestandteil des alltäglichen Handelns in der Gesellschaft zu etablieren. Die Forderungen:
- Verankerung der Musikerziehung in Kindergärten und Schulen
- Musikangebote quer durch alle Bevölkerungs- und Altersschichten
- Stärkung der Berufsausbildung in der Branche
- Vernetzung der Branche

## Aktivitäten
Als Förderer des aktiven Musizierens engagiert sich SOMM eigeninitiativ und gemeinsam mit den Mitgliedsunternehmen. Einige Beispiele:
- Die Initiative „Let’s Make Music“ will Schüler für moderne Instrumente begeistern. Dafür wurden Kursangebote für Kinder und Weiterbildungen für Lehrer entwickelt, darunter ein zweijähriges Unterrichtspaket für den modernen Musikunterricht (1st Class Rock). Die Initiative besteht bereits seit 1996 und ist fester Bestandteil der Fachmesse „Didacta“ geworden.

- Der jährlich stattfindende Wettbewerb „School Jam“ richtet sich an Schüler, die bereits in einer Band aktiv sind: Gesucht werden die besten Schülerbands des Landes, als Preis winken Auftritte bei großen Open-Air-Festivals, Band-Touren und professionelle Tonaufnahmen. Seit der Gründung im Jahr 2002 ist School Jam eine der bedeutendsten Wettbewerbs-Initiativen Deutschlands geworden. Das spannende Finale wird im Rahmen der Frankfurter Musikmesse gefeiert.

- Die Jazz- und Rockschule Freiburg und die Popakademie Mannheim bilden musikalischen Nachwuchs aus, sowohl auf Musiker- als auch auf Business-Seite.

- Im Rahmen des Projekts „Instrumentenspenden für Afghanistan“ sammelt SOMM seit September 2008 Musikinstrumente und leitet sie nach Kabul weiter. Mit den Spenden wird die erste Musikschule in Kabul errichtet um den musikalischen Wiederaufbau des Landes zu fördern. Unterstützt wird die Aktion vom Außenministerium und vom Goethe-Institut.

Als Industrieverband setzt sich SOMM für die Interessen seiner Mitglieder ein:
- Auf Messen, vor öffentlichen Entscheidern und international vertritt SOMM die Meinung seiner Mitglieder.

- Innerhalb der Branche bietet SOMM seinen Mitgliedern Plattformen für Diskussionen, Erfahrungsaustausch und Networking – zum Beispiel auf Messen oder gesonderten Veranstaltungen und durch Publikationen.